# Dimmu Borgir
Dimmu Borgir ist eine Symphonic-Metal-Band aus Norwegen. Der Bandname ist von der Lavaformation Dimmuborgir in Island abgeleitet und bedeutet auf Isländisch so viel wie „Dunkle Burgen“ oder „Dunkle Städte“.

## Geschichte

### Gründung und erster Erfolg (1993–2000)

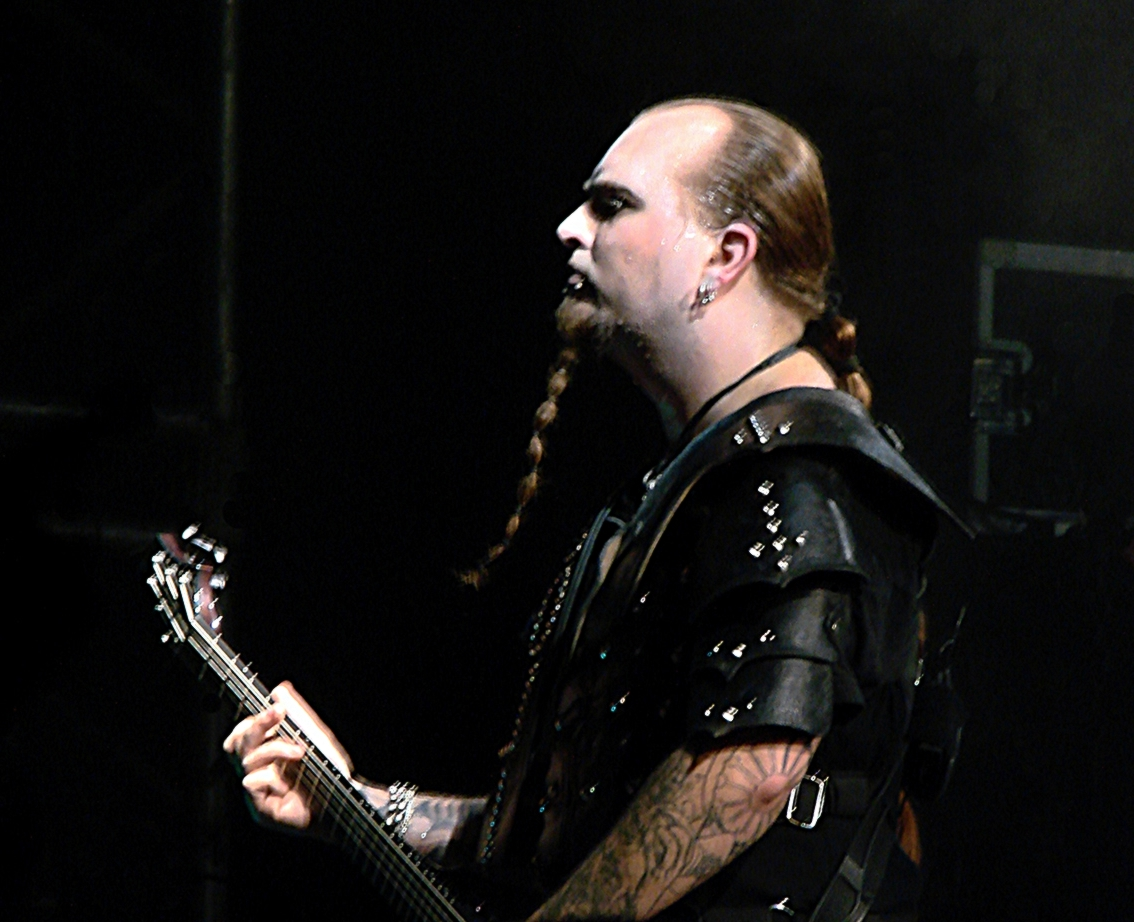
Sven Atle „Erkekjetter Silenoz“ Kopperud mit Dimmu Borgir in Paris am 4. Oktober 2007

Dimmu Borgir wurde 1993 von Stian Tomt „Shagrath“ Thoresen, Kenneth „Tjodalv“ Åkesson (ex-Old Man’s Child) und Sven „Erkekjetter Silenoz“ Atle Kopperud gegründet. Noch im selben Jahr schloss sich der Keyboarder Stian Aarstad der Band an. 1994 wurde mit Brynjard Tristan der fehlende Bassist gefunden. Im selben Jahr erschien mit der EP Inn i evighetens mørke die erste Veröffentlichung der Band. Darauf folgte das Debütalbum For all tid, das vom deutschen Label No Colours Records verlegt wurde. Als Einflüsse gab Shagrath die Schmerzen der eigenen Depressionen und die Tiefen der norwegischen Wälder an, von anderen Bands seien sie nicht beeinflusst. Zu jener Zeit sprach er sich auch für die kriminellen Aktivitäten anderer norwegischer Bands aus, befürwortete Todesstrafe und schärfere Einwanderungsregelungen und sagte in einem Interview aus, dass Black Metal seiner Meinung nach nur für Weiße sei und fügte hinzu, er würde „gerne jeder schwarzen Person auf der Welt die Kehle durchschneiden“. Am 9. August 1995 spielte die Band in Brohm ihr erstes Konzert.
Für das selbstproduzierte Zweitwerk Stormblåst wechselte sie zu der Plattenfirma Cacophonous Records. Es war das letzte Album auf Norwegisch. Es wird von vielen Black-Metal-Fans als letztes, wahres Black-Metal-Album der Band bezeichnet.
Nachdem die ersten zwei Alben nur auf Norwegisch gewesen waren, schrieben Shagrath und Silenoz von nun an auch englische Texte.
1996 verließ Brynjard Tristan die Band wieder und wurde von Stian André „Nagash“ Arnesen ersetzt, der gleichzeitig als Sänger und Bassist von The Kovenant tätig war. Erste Veröffentlichung im neuen Line-Up war die EP Devil’s Path. Im selben Jahr wechselten Dimmu Borgir zu Nuclear Blast. Dort erschien zunächst eine Neuauflage ihres Debütwerkes, dann ging die Band mit Cradle of Filth, Dissection und In Flames auf Tour. 1997 erschien das Album Enthrone Darkness Triumphant, das von Peter Tägtgren (Hypocrisy) produziert wurde. Mit diesem Album konnte Dimmu Borgir sich in den internationalen Charts platzieren und hatte somit ihren weltweiten Durchbruch, entfernte sich damit und durch ihr Auftreten aber erheblich vom traditionellen Black Metal und machte sich damit Feinde im Untergrund, die ihr Lächerlichkeit, Kommerz, Verrat, Popstar-Allüren und fehlende Authentizität vorwarfen und auch versuchten, das Stattfinden von Dimmu-Borgir-Konzerten zu verhindern. Auf der anschließenden Tournee spielte Kimberly Goss, die später Sängerin von Sinergy wurde, Keyboard. Carl-Michael Eide spielte auf ihrer Tournee Schlagzeug; obwohl ihre Musik ihm nicht zusagte, nahm er teil, da es sich um eine Tournee mit Kreator handelte. Da er seinen Namen nicht offenbaren wollte, nutzte er das Pseudonym Kardex und bemalte sein Gesicht grün. 1997 verließ Stian Aarstad die Band wieder. Als Ersatz kam 1998 Øyvind „Mustis“ Mustaparta, außerdem wurde mit Jamie „Astennu“ Stinson ein zweiter Gitarrist gefunden.
1999 verließen Kenneth „Tjodalv“ Åkesson, Jamie „Astennu“ Stinson und Stian André „Nagash“ Arnesen die Band. Als Ersatz kamen Simen „ICS Vortex“ Hestnæs, der als Sänger von Borknagar bekannt war und diese kurz darauf verließ sowie Nicholas Barker, der von Cradle of Filth zu Dimmu Borgir wechselte. Ein zweiter Gitarrist wurde erst im Sommer 2000 mit Thomas Rune „Galder“ Andersen gefunden, der außerdem die Band Old Man’s Child als Sänger und Gitarrist leitet.

### Weiterer kommerzieller Erfolg (2001–2018)
Dimmu Borgir erhielt 2002 den Spellemannprisen und setzte sich somit gegen Bands wie Emperor und Borknagar durch; im selben Jahr spielte die Band auf dem Summer Breeze, wo Hestnæs schlafende Gäste auf dem VIP-Campingplatz durch nächtliche „Sieg-Heil“- und „Heil-Hitler“-Rufe störte und dafür verprügelt wurde. 2003 erschien das Album Death Cult Armageddon, auf dem Abbath von Immortal als Gastsänger auftrat.
2004 verließ Nicholas Barker die Band wieder. Die Lücke füllten Reno „Killerich“ Hilligsø und Tony Laureano als Sessionmusiker, bis Jan Axel „Hellhammer“ Blomberg, der von Mayhem und Arcturus bekannt war, die Band wieder komplettierte.
2005 wurde das zweite Album Stormblåst komplett neu produziert. Das Klavierstück Sorgens Kammer durfte aus rechtlichen Gründen nicht neu aufgelegt werden, da es, wie der damalige Keyboarder Stian Aarstad später gestand, nicht selbst geschrieben, sondern aus dem Computerspiel Agony für den Amiga übernommen worden war, ohne das den Entwicklern und der Band mitzuteilen. Stattdessen enthält die Neuauflage die Stücke Avmaktslave und Sorgens Kammer – Del II.
Im April 2007 erschien In Sorte Diaboli, das Nachfolgealbum zu Death Cult Armageddon. In den deutschen Albumcharts stieg das Album auf Platz 7 ein. Das Album In Sorte Diaboli wurde wegen eines beiliegenden Gewinnspieles aus den UK-Charts verbannt; angeblich verschaffe sich Dimmu Borgir damit einen Marktvorteil. Zu diversen Liedern existieren Videoclips.
Ende 2007 verklagte die Band den Rapper Bushido auf Schadensersatz, da dieser die Melodie aus dem Lied „Mourning Palace“ gestohlen haben soll, was auch durch einen Gutachter bestätigt wurde.
2008 kam Darek „Daray“ Brzozowski von der Gruppe Vader als neuer Schlagzeuger zu der Band, der schon als Gastschlagzeuger auf dem Album Monuments of the Elder Faith der NSBM-Band Sunwheel tätig war. Brzozowski hatte schon vor seinem Einstieg bei Vader davon geträumt, bei Dimmu Borgir zu spielen. Er verabschiedete sich jedoch nicht von Piotr „Peter“ Wiwczarek und Vader, sondern „schob […] angebliche Meinungsverschiedenheiten in der Band vor“; Wiwczarek erfuhr erst später aus dem Internet von Brzozowskis Wechsel zu Dimmu Borgir.
2009 mussten nach langjährigen Streitereien der Keyboarder Øyvind „Mustis“ Mustaparta und der Bassist Simen „ICS Vortex“ Hestnæs die Band verlassen. Mustis startete einen Rechtsstreit, um sein geistiges Eigentum zu schützen, verlor aber.
Im Juli gab die Band auf ihrer Homepage bekannt, dass das 9. Studioalbum am 24. September 2010 erscheinen und den Titel Abrahadabra tragen soll. Am 20. August 2010 erschien die Single Gateways. Wenige Tage später gab die Band bekannt, in Snowy Shaw (u. a. Therion, Dream Evil, King Diamond, Mercyful Fate, Memento Mori) einen Ersatz für Simen „ICS Vortex“ Hestnæs gefunden zu haben. Snowy Shaw kommentierte seine neue Arbeit wie folgt: „Yeehaw! Ich so froh und stolz, in der coolsten Band der Welt (seit Kiss 1976) zu sein. [sic!]“ Einen Tag später gab er bekannt, dass er Dimmu Borgir verlassen habe; er stieg stattdessen wieder bei Therion ein, und begründete dies so: „Es [gab] große Missverständnisse und eindeutige Kommunikationsprobleme. Wegen ihnen [habe] ich Dimmu Borgir verlassen. Es hat mich ziemlich geärgert, dass es so unschön auseinander ging, nachdem es anfangs so toll ausgesehen hatte. Aber das Thema ist jetzt erledigt und abgehakt.“
Einen neuen Keyboarder engagierte Dimmu Borgir vorerst nicht, stattdessen arbeitete die Band mit dem Komponisten Gaute Storaas, den 51 Mitgliedern des Norwegischen Radio Orchesters und den 38 Sängern des Schola Cantorum Choir zusammen. Live tritt jedoch Geir Bratland unter dem Pseudonym Gerlioz als Keyboarder mit der Band auf.
Abrahadabra ist das bislang orchestralste Album der Band, wenn auch nicht ganz so bombastisch arrangiert wie Death Cult Armageddon.
2012 wurde angekündigt, dass die Band in der deutschen Fernsehsendung Es geht um mein Leben auftreten solle und ein Gespräch mit der Band für die erste Episode gefilmt wurde. Auf dem Wacken Open Air 2012 trat man mit dem Český národní symfonický orchestr auf. Dieser Auftritt war Teil einer Live-Aufzeichnung des deutschen Senders ZDF.kultur.
Am 4. Mai 2018 wurde das neue Album Eonian veröffentlicht.

## Stil
Die Band vollzog vom ersten bis zum letzten Album eine starke musikalische Wandlung. Werden die ersten Veröffentlichungen der Band noch dem Black Metal zugeordnet, so nahmen mit Eintritt des neuen Keyboarders Mustis Klassik-Einflüsse zu. Mit dem Album Enthrone Darkness Triumphant öffneten sich die Norweger nicht nur durch die englische Sprache einem größeren Markt, sondern hatten durch die Keyboard-Einsätze auch eine breitere musikalische Wahrnehmung. Das Stück Mourning Palace von diesem Album gehört heute zu den charakteristischen Songs, die seinerzeit die ersten kommerziellen Erfolge begründeten. Im Laufe der weiteren Zeit wurden die Keyboardeinsätze immer aufwändiger und lösten sich von den eingängigen Gothic-Metal-Einflüssen, indem sie zunehmend klassische Arrangements verarbeiteten, die dem immer noch vorherrschenden Extreme Metal beigemischt wurden. Des Weiteren orientiert sich Dimmu Borgir vor allem beim Gitarrenspiel am Metal der 80er Jahre. Zurzeit stimmen sie ihre Gitarren um zwei Halbtöne tiefer. Die Musik wurde von Album zu Album experimenteller; statt schlichter Riffs setzt man mittlerweile auf bombastisch-orchestrale Klanglandschaften. Diese Entwicklung zeigt sich auch darin, dass das Keyboard teilweise durch echte Streicher ersetzt wurde. Für die Veröffentlichung Death Cult Armageddon verpflichtete Dimmu Borgir sogar die Prager Philharmoniker. Die Musik erhält dadurch schon beinahe einen filmmusikähnlichen Charakter. Weitere Kooperationen erfolgten später mit dem norwegischen Radio Orchester Kringkastingsorkestret (KORK) und dem Schola Cantorum Chor. Dieses Konzert wurde sogar im norwegischen TV ausgestrahlt.
Die Band vermarktet ältere Veröffentlichungen wiederholt mit Änderungen in Besetzung oder Aufmachung. Teilweise sind diese Neuauflagen sehr aufwändig gestaltet.
Bei In Sorte Diaboli handelt es sich um das erste Konzeptalbum der Band und führt ins „düstere“ Mittelalter, als ein Novize sich bewusst wird, dass ihm das Christentum nur Schlechtes bringe und so eine Wendung zur „dunklen Seite“ erfährt.

## Bandmitglieder

Dimmu Borgir live auf dem Rockharz Open Air 2019
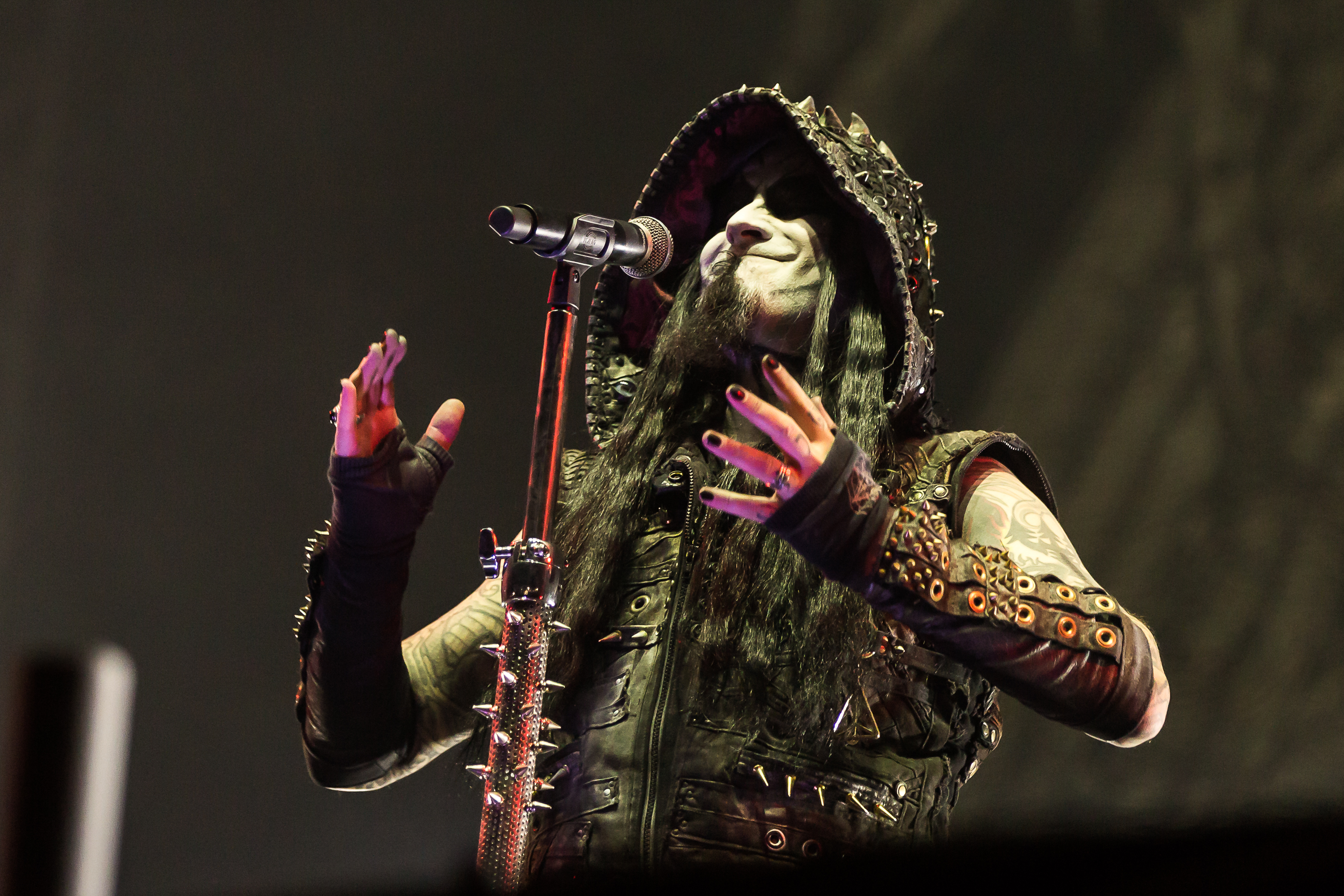
Sänger Stian Tomt „Shagrath“ Thoresen
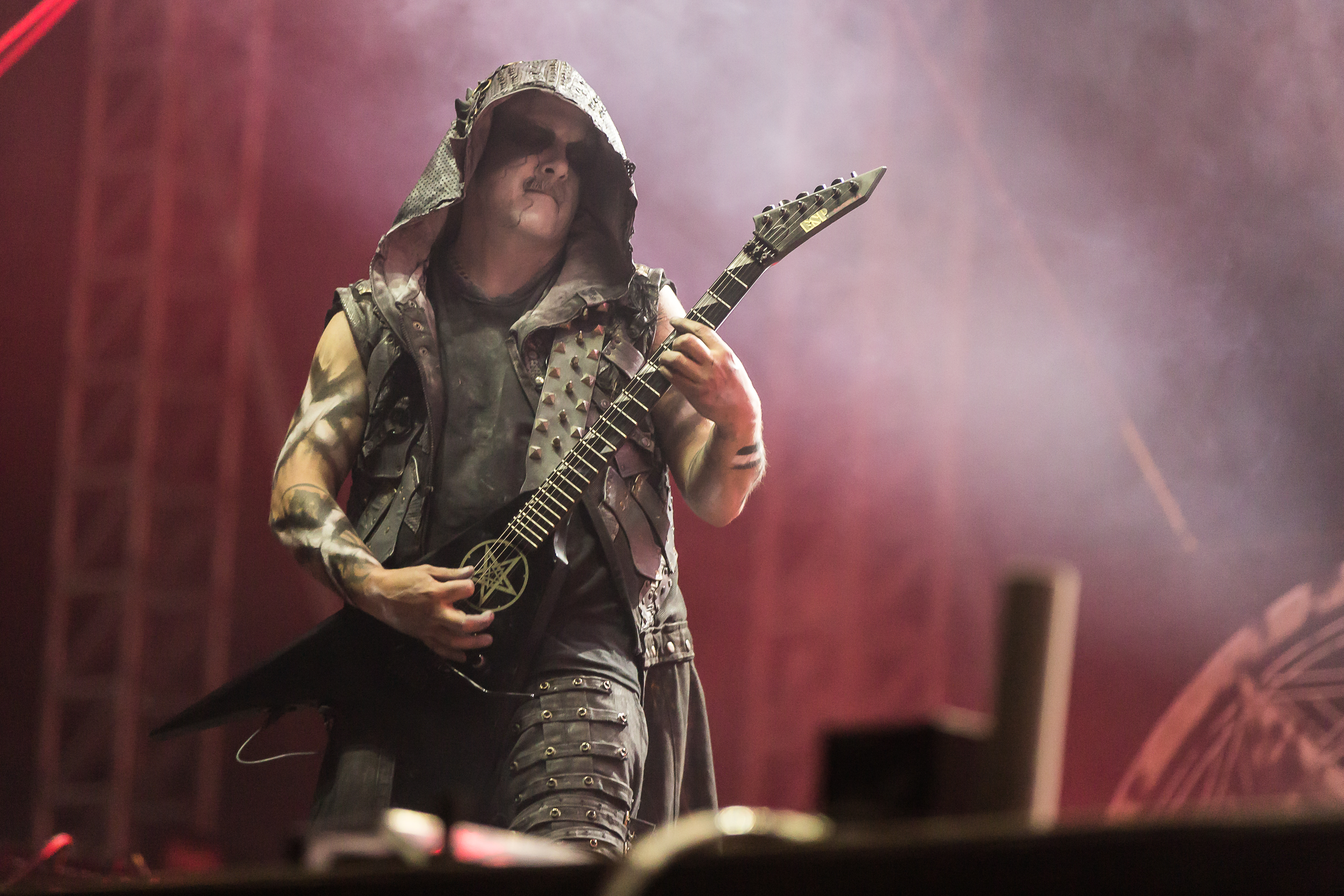
Lead-Gitarrist Thomas Rune „Galder“ Andersen
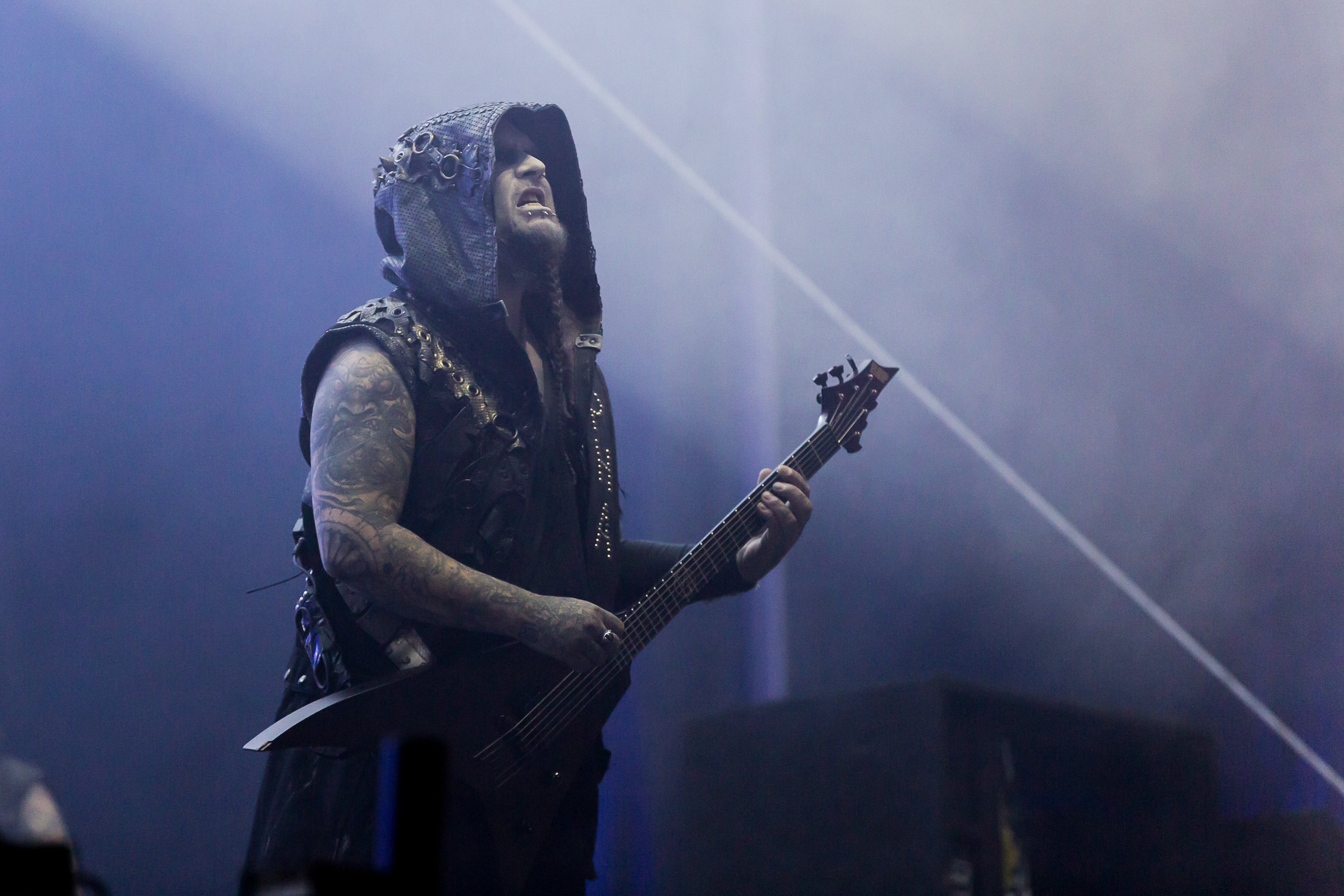
Rhythmus-Gitarrist Sven Atle „Erkekjetter Silenoz“ Kopperud

## Diskografie
Studioalben

| Jahr | Titel Musiklabel                                | Höchstplatzierung, Gesamtwochen, AuszeichnungChartplatzierungen (Jahr, Titel, Musiklabel, Platzierungen, Wochen, Auszeichnungen, Anmerkungen) | Höchstplatzierung, Gesamtwochen, AuszeichnungChartplatzierungen (Jahr, Titel, Musiklabel, Platzierungen, Wochen, Auszeichnungen, Anmerkungen) | Höchstplatzierung, Gesamtwochen, AuszeichnungChartplatzierungen (Jahr, Titel, Musiklabel, Platzierungen, Wochen, Auszeichnungen, Anmerkungen) | Höchstplatzierung, Gesamtwochen, AuszeichnungChartplatzierungen (Jahr, Titel, Musiklabel, Platzierungen, Wochen, Auszeichnungen, Anmerkungen) | Höchstplatzierung, Gesamtwochen, AuszeichnungChartplatzierungen (Jahr, Titel, Musiklabel, Platzierungen, Wochen, Auszeichnungen, Anmerkungen) | Höchstplatzierung, Gesamtwochen, AuszeichnungChartplatzierungen (Jahr, Titel, Musiklabel, Platzierungen, Wochen, Auszeichnungen, Anmerkungen) | Anmerkungen                                                |
| Jahr | Titel Musiklabel                                | DE | AT | CH | UK | US | NO | Anmerkungen                                                |
| ---- | ----------------------------------------------- | --- | --- | --- | --- | --- | --- | ---------------------------------------------------------- |
| 1994 | For all tid No Colours                          | — | — | — | — | — | — | Erstveröffentlichung: Dezember 1994                        |
| 1996 | Stormblåst Cacophnous Records                   | — | — | — | — | — | — | Erstveröffentlichung: 25. Januar 1996                      |
| 1997 | Enthrone Darkness Triumphant Nuclear Blast      | DE75 (3 Wo.)DE | — | — | — | — | — | Erstveröffentlichung: 30. Mai 1997                         |
| 1999 | Spiritual Black Dimensions Nuclear Blast        | DE25 (3 Wo.)DE | AT31 (5 Wo.)AT | — | — | — | NO18 (2 Wo.)NO | Erstveröffentlichung: 2. März 1999                         |
| 2001 | Puritanical Euphoric Misanthropia Nuclear Blast | DE16 (4 Wo.)DE | AT23 (5 Wo.)AT | — | — | — | NO16 (2 Wo.)NO | Erstveröffentlichung: 20. März 2001                        |
| 2003 | Death Cult Armageddon Nuclear Blast             | DE12 (4 Wo.)DE | AT14 (5 Wo.)AT | CH54 (3 Wo.)CH | — | US170 (1 Wo.)US | NO2 Gold · (6 Wo.)NO | Erstveröffentlichung: 8. September 2003 Verkäufe: + 20.000 |
| 2007 | In Sorte Diaboli Nuclear Blast                  | DE7 (6 Wo.)DE | AT11 (4 Wo.)AT | CH30 (4 Wo.)CH | — | US43 (2 Wo.)US | NO1 Gold · (7 Wo.)NO | Erstveröffentlichung: 23. April 2007 Verkäufe: + 15.000    |
| 2010 | Abrahadabra Nuclear Blast                       | DE15 (3 Wo.)DE | AT20 (2 Wo.)AT | CH24 (2 Wo.)CH | — | US42 (2 Wo.)US | NO2 (5 Wo.)NO | Erstveröffentlichung: 24. September 2010                   |
| 2018 | Eonian Nuclear Blast                            | DE4 (4 Wo.)DE | AT10 (2 Wo.)AT | CH5 (4 Wo.)CH | UK73 (1 Wo.)UK | US142 (1 Wo.)US | NO2 (2 Wo.)NO | Erstveröffentlichung: 4. Mai 2018                          |